# Misato, Saitama
Misato (三郷市 Misato-shi) là một thành phố thuộc tỉnh Saitama, Nhật Bản.